# بريت سايمور
بريت سايمور (بالإنجليزية: Brett Seymour)‏ هو لاعب دوري الرغبي نيوزلندي، ولد في 27 سبتمبر 1984 في ماكاي في أستراليا.